# Деление на ноль

Функция. Когда стремится к нулю справа, стремится к плюс бесконечности; когда стремится к нулю слева, стремится к минус бесконечности.

Деление на ноль в математике — деление, при котором делитель равен нулю. Такое деление может быть формально записано как {\displaystyle a \over 0}, где {\displaystyle a} — делимое.

## В арифметике
В арифметике с вещественными числами данное выражение не имеет смысла, так как:
- при а ≠ 0 не существует числа, которое при умножении на 0 даёт а, поэтому ни одно число не может быть принято за частное а⁄0;
- при а = 0 деление на ноль также не определено, поскольку любое число при умножении на 0 даёт 0 и может быть принято за частное 0⁄0.

Исторически одна из первых ссылок на математическую невозможность присвоения значения а⁄0 содержится в критике Джорджа Беркли исчисления бесконечно малых.

## В алгебре
Деление на ноль недопустимо во многих алгебраических структурах (например, в полях, кольцах). Однако понятие кольца можно расширить так, чтобы деление на ноль было возможным. Получившаяся структура называется колесо.

## Делимость
В то же время, согласно определению делимости целых чисел, если для некоторого целого числа {\displaystyle a} и целого числа {\displaystyle b} существует такое целое число {\displaystyle q}, что {\displaystyle a=q\,b}, то говорят, что число {\displaystyle a} делится нацело на {\displaystyle b} (обозначается {\displaystyle a\,\vdots \,b}) или что {\displaystyle b} делит {\displaystyle a} (обозначается {\displaystyle b\mid a}).
В соответствии с этим определением выполняются следующие свойства:
- Любое целое число является делителем нуля:

{\displaystyle 0\,\vdots \,a},
и частное (при {\displaystyle a\neq 0}) равно нулю.
- На ноль делится только ноль:

{\displaystyle a\,\vdots \,0\quad \Rightarrow \quad a=0},
причём частное в этом случае не определено.

## Логические ошибки
Из за того что любое число умноженное на ноль - даёт ноль, равенство x × 0 = y × 0 всегда верно при любых x и y. Однако если разделить обе части этого равенства на ноль, получится x = y, что неверно для произвольных x, y. Поскольку ноль может быть задан не явно, но в виде достаточно сложного математического выражения, к примеру в форме разности двух значений, сводимых друг к другу путём алгебраических преобразований, такое деление может быть достаточно неочевидной ошибкой. Незаметное внесение такого деления в процесс доказательства с целью показать идентичность заведомо разных величин, тем самым доказывая любое абсурдное утверждение, является одной из разновидностей математического софизма.

## В информатике
В программировании, в зависимости от языка программирования, типа данных и значения делимого, попытка деления на ноль может приводить к различным последствиям. Принципиально различны последствия деления на ноль в целой и вещественной арифметике:
- Попытка целочисленного деления на ноль всегда является критической ошибкой, делающей невозможным дальнейшее исполнение программы. Она приводит либо к генерации исключения (которое программа может обработать сама, избежав тем самым аварийной остановки), либо к немедленной остановке программы с выдачей сообщения о неисправимой ошибке и, возможно, содержимого стека вызовов. В некоторых языках программирования, например, в Go, целочисленное деление на нулевую константу считается синтаксической ошибкой и приводит к аварийному прекращению компиляции программы.
- В вещественной арифметике последствия могут быть различным в разных языках:

- генерация исключения или остановка программы, как и при целочисленном делении;
- получение в результате операции специального нечислового значения. Вычисления при этом не прерываются, а их результат впоследствии может быть интерпретирован самой программой или пользователем как осмысленное значение или как свидетельство некорректности вычислений. Широко используется принцип, согласно которому при делении вида a⁄0, где a ≠ 0 — число с плавающей запятой, результат оказывается равен положительной или отрицательной (в зависимости от знака делимого) бесконечности — +INF или −INF, а при a = 0 в результате получается специальное значение NaN (сокр. от англ. not a number — «не число»). Такой подход принят в стандарте IEEE 754, который поддерживается многими современными языками программирования.

Случайное деление на ноль в компьютерной программе порой становится причиной дорогих или опасных сбоев в работе управляемого программой оборудования. К примеру, 21 сентября 1997 года в результате деления на ноль в компьютеризированной управляющей системе крейсера USS Yorktown (CG-48) Военно-морского флота США произошло отключение всего электронного оборудования в системе, в результате чего силовая установка корабля прекратила свою работу.